# Pietra della Lessinia
La Pietra della Lessinia, già conosciuta come Pietra di Prun dal nome della principale località di estrazione, è una pietra calcareo-marnosa che si presenta a strati di spessore variabile da 2,5 a 30 cm, con colorazioni rossastre, rosee e talvolta bianco-grigiastre, separati da veli argillosi. Lo spessore totale è di circa 8 metri. La più pregiata è localizzata sul Monte Loffa, presso Sant'Anna d'Alfaedo. Appartiene alla Formazione della Scaglia rossa ed è costituita da sedimenti pelagici che si sono depositati durante il periodo Cretacico. La Pietra della Lessinia viene sfruttata per la produzione di lastre, che vengono localmente denominate lastame.

## La localizzazione
È presente in tutta la Lessinia ed è leggermente diversa da sito a sito, come numero e come tipo di strati. Attualmente, le cave (preare in lingua locale) sono a cielo aperto, mentre nel passato erano presenti cave sotterranee specialmente in zona di Prun e di Torbe (vedi cave di Prun).

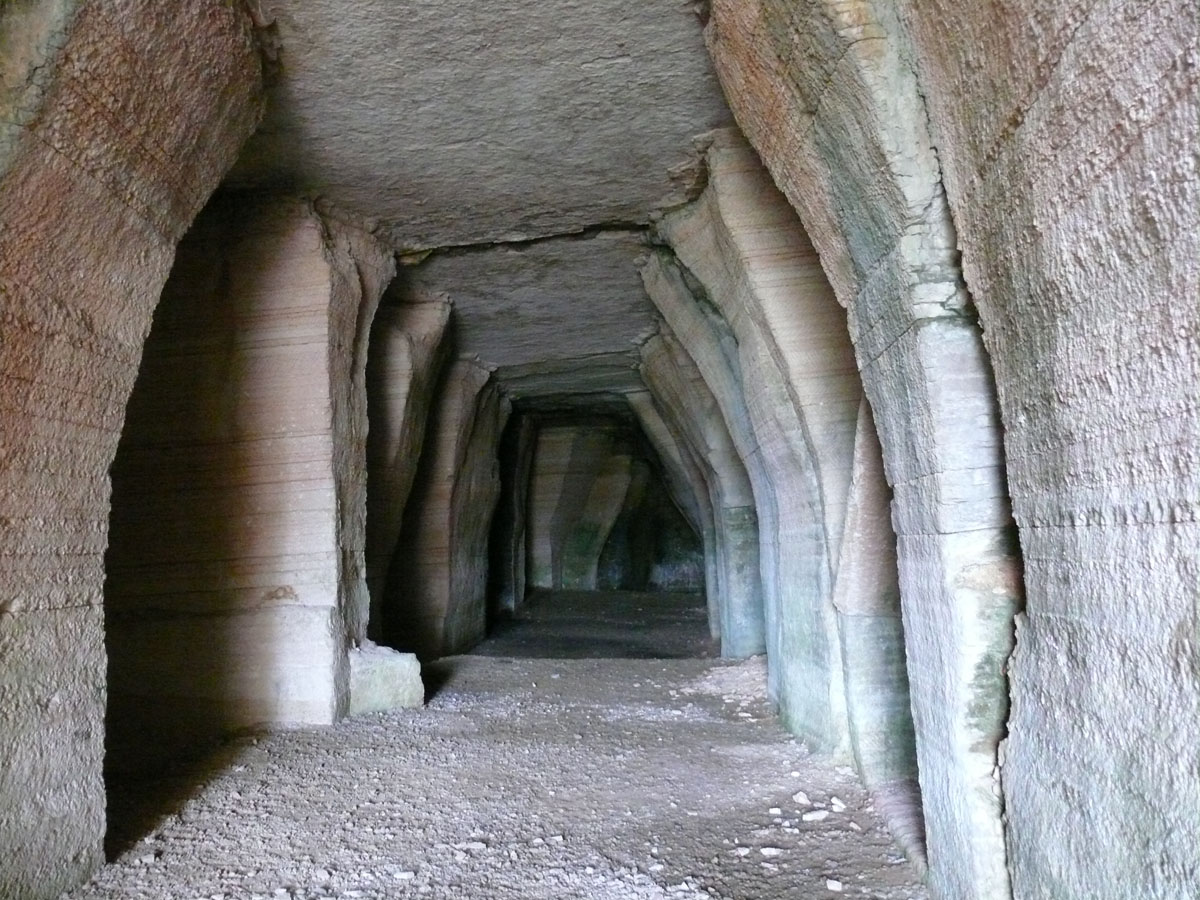
Antiche Cave di Prun 1

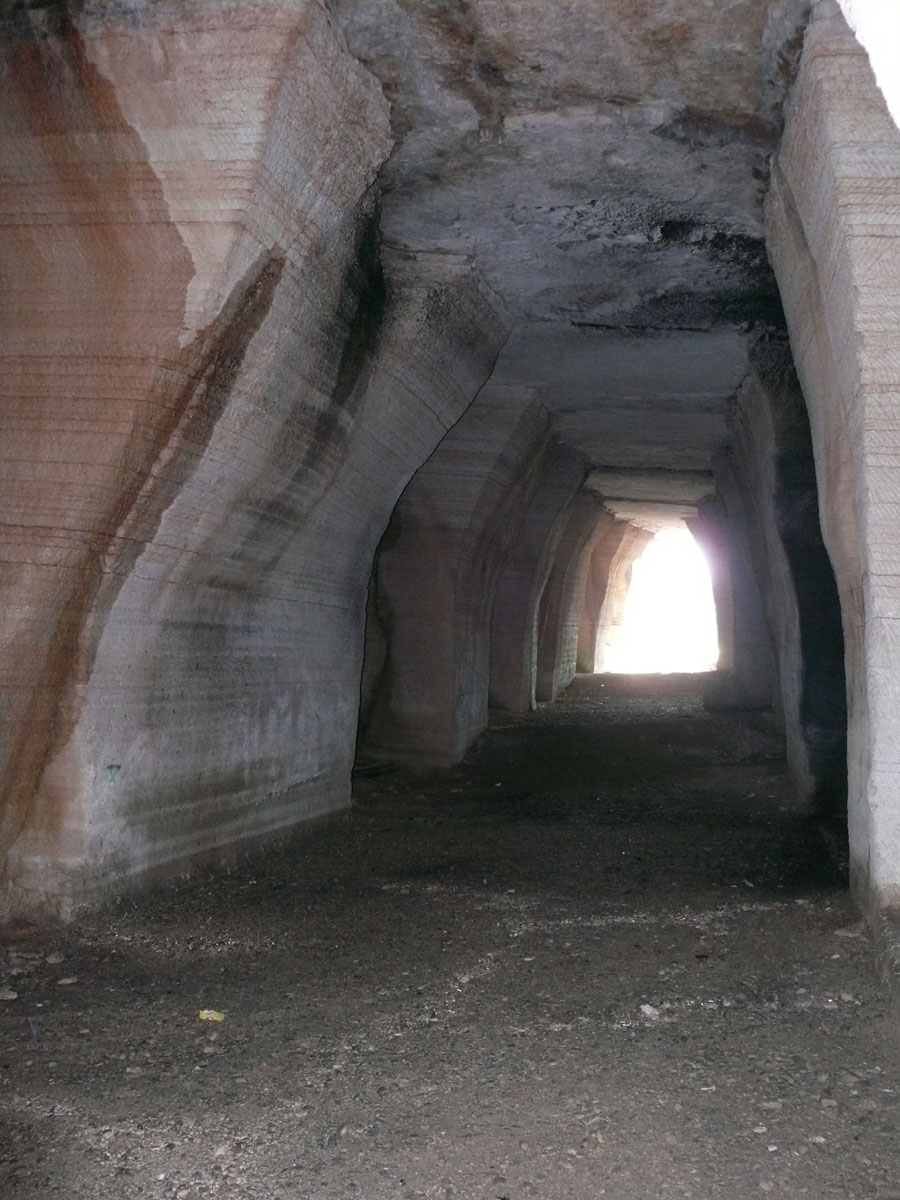
Antiche Cave di Prun 2

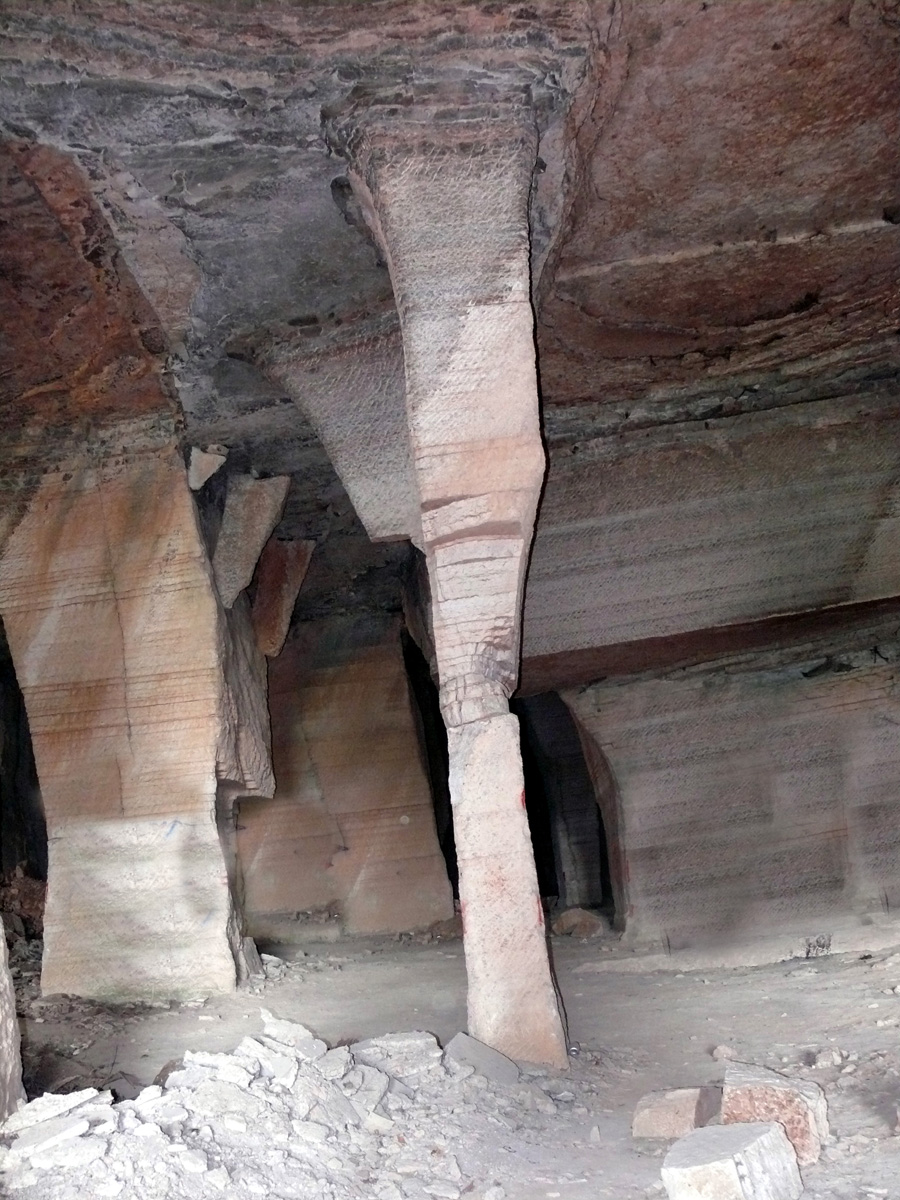
Antiche Cave di Prun 3

## La Pietra del Monte Loffa
Oltre agli strati di Scaglia Rossa privi di interesse commerciale, si possono distinguere 72 strati utilizzabili. La Pietra del Monte Loffa è molto ricca di fossili, e fu studiata dal paleontologo Louis Agassiz; il Museo Paleontologico e Preistorico di Sant'Anna d'Alfaedo ne espone gli esemplari più significativi (Squali, Echinoidi, Ammoniti, Cheloni, Mosasauri).
Anni fa, in assenza delle tecnologie odierne, le preare venivano sfruttate con la tecnica dei 4 livelli. Si sfruttavano cioè quattro livelli di pietra al fine di avere sempre nella cava strati diversi a disposizione.
| Posizione | Nome                      | Spessore (cm) | Colore       |
| --------- | ------------------------- | ------------- | ------------ |
| 1         | Stelàr de la lòva rossa   | 6             | rossiccio    |
| 2         | Lòva rossa                | 20            | rossiccio    |
| 3         | Grondin de la lòva bianca | 4             | bianco       |
| 4         | Grondin de la lòva bianca | 4             | rosso        |
| 5         | Lòva bianca               | 15            | bianco       |
| 6         | Stelàr rosso              | 6             | rosso        |
| 7         | Stelàr rosso              | 5             | rosso        |
| 8         | Stelàr rosso              | 5             | rosso        |
| 9         | Stelàr de sìmo            | 5             | rosso        |
| 10        | Bianchèta                 | 9             | bianco latte |
| 11        | Stelàr soto la bianchèta  | 6             | rossastro    |
| 12        | Lastina del meòn          | 7             | rosso        |
| 13        | Meòn de simo              | 25            | rosso        |
| 14        | Meònsèl                   | 20            | rosa chiaro  |
| 15        | Stelàr del marsèto        | 20            | rosa chiaro  |
| 16        | Stelàr del marsèto        | 6             | rosa chiaro  |
| 17        | Marsèto                   | 9             | rosa chiaro  |
| 18        | Mezéta del dopiòn         | 13            | rossastro    |
| 19        | Lastina del dopiòn        | 6             | rossastro    |
| 20        | Stelàr del dopiòn         | 6             | rosso        |
| 21        | Lasta bastarda            | 9             | rossastro    |
| 22        | Lasta bastarda            | 10            | rosso        |
| 23        | Stelàr del pél            | 10            | rosso        |
| 24        | Làsta grisa               | 11            | rosso        |
| 25        | Stelàr de la làsta grisa  | 8             | rosso        |
| 26        | Làsta de l'àra            | 10            | rosso        |
| 27        | Sòto àra                  | 9             | rosa         |
| 28        | Rosson                    | 13            | rosso        |
| 29        | Lasta de scòrso           | 13            | rosa         |
| 30        | Stelàr del biancòn        | 6             | rosa         |
| 31        | Stelàr del biancòn        | 7             | rosa         |
| 32        | Stelàr del biancòn        | 7             | rosa         |
| 33        | Grondin                   | 5             | rosa         |
| 34        | Lasta del Grondin         | 11            | rosso        |
| 35        | Stelàr del biancòn        | 6             | rosso        |
| 36        | Stelàr del biancòn        | 10            | rosso        |
| 37        | Biancòn                   | 14            | bianco       |
| 38        | Bianconsèl                | 14            | bianco       |
| 39        | Lasta del biancòn         | 14            | rosa         |
| 40        | Seciàr rossa              | 10            | rosa         |
| 41        | Lasta del seciàr          | 10            | rossiccio    |
| 42        | Lasta del seciàr          | 10            | rossiccio    |
| 43        | Stelàr de la stopègna     | 4             | rossiccio    |
| 44        | Stelàr de la stopègna     | 5             | rossiccio    |
| 45        | Stelàr de la stopègna     | 6             | rossiccio    |
| 46        | Stelàr de la stopègna     | 6             | rossiccio    |
| 47        | Stelàr de la stopègna     | 5             | rossiccio    |
| 48        | Stelàr de la stopègna     | 5             | rossiccio    |
| 49        | Stelàr de la stopègna     | 5             | bianco       |
| 50        | Stopègna                  | 10            | bianco       |
| 51        | Rossòn                    | 12            | rosso        |
| 52        | Rossétta                  | 10            | rosso        |
| 53        | Lasta da coèrti           | 7             | rosa         |
| 54        | Lasta da coèrti           | 7             | rosa         |
| 55        | Pelòsa                    | 12            | rosa chiaro  |
| 56        | Sémbala                   | 10            | rosa chiaro  |
| 57        | Bianchéta                 | 8             | bianco       |
| 58        | Rabiòsa                   | 8             | bianco       |
| 59        | Quadrèto                  | 19            | bianco       |
| 60        | Zentil                    | 8             | bianco       |
| 61        | Meséta de fondo           | 16            | biancastro   |
| 62        | Sotomeséta                | 4             | rossiccio    |
| 63        | Sotomeséta                | 6             | grigio       |
| 64        | Sotomeséta                | 6             | rosso        |
| 65        | Sotomeséta                | 4             | rosso        |
| 66        | Seciaron                  | 27            | bianco       |
| 67        | Pelòsa de fondo           | 13            | biancastro   |
| 68        | Còrso del pèl             | 22            | rosa         |
| 69        | Lasta del mazàl           | 10            | biancastro   |
| 70        | Mazàl                     | 35            | biancastro   |
| 71        | Pedòn                     | 20            | rosso        |
| 72        | Còrso ultimo              | 18            | bianco       |

## Il suo utilizzo
Si può distinguere un utilizzo storico locale ed un utilizzo non locale.
L'uso locale affonda nella storia e nella preistoria. Le case della regione in cui affiora questa pietra, un tempo, venivano costruite in pietra e legno. Una parte degli strati ricavano il nome proprio da questo utilizzo. Alcuni esempi: le Laste da coèrti erano destinate ai tetti, sostenute da travi naturali fatte da tronchi di conifere e i secchiai venivano ricavati dagli strati chiamati seciaròn. Le case erano prevalentemente a più piani, una cucina a terra con laste come pavimento, un camino più o meno elaborato fatto con pietre di grosso spessore, la parte esterna tutta in pietra e gli interni ai piani superiori in legno. Spesso i confini fra proprietà venivano delimitati da lastame di piccolo o medio spessore.
Prevalentemente a Verona e in quasi tutte le città della pianura padana, oltre che per l'edilizia, la Pietra della Lessinia veniva usata per le pavimentazioni dei marciapiedi o per le zone destinate al traffico pedonale. Sin dal medioevo era trasportata via terra fino all'Adige, dove, in porti specializzati proseguiva lungo vie d'acqua. La difficoltà del trasporto la poneva in condizioni di utilizzo meno comune rispetto ad altre pietre.
Oggi a livello internazionale la Pietra della Lessinia è usata in maniera prevalente in esterni.